# Edinger
Edinger ett familjenamn som bärs av bland annat:
- Ludwig Edinger (1855−1918), tysk anatom och neurolog.
- Tilly Edinger (1897–1967), tysk-amerikansk paleontolog.